# Меріджефара
Меріджефара — давньоєгипетський фараон з XIV династії

## Життєпис
Столицею Меріджефари було місто Аваріс. Він правив тільки східною Дельтою, але, можливо, його влада простягалась і на західну частину Дельти.